# Mentzelia bartonioides
Mentzelia bartonioides là một loài thực vật có hoa trong họ Loasaceae. Loài này được Lehm. mô tả khoa học đầu tiên năm 1850.